# Mostaccino
El mostaccino (también llamado mustasì en dialecto local) es una galleta típica de la ciudad de Crema, en la región de Lombardía. Se elabora a base de harina de trigo y entre sus ingredientes se encuentran diversas especias, por lo que tiene un sabor picante. Se utiliza principalmente en el relleno del tortelli cremaschi, un plato dulce típico también de la zona.

## Historia
Esta galleta picante ya era conocida en la cocina del siglo XVII. En la antigüedad su uso se extendía por toda Lombardía, aunque posteriormente su consumo quedó reducido a la ciudad de Crema y sus alrededores.